# Гребениківська сільська рада (Тростянецький район)
Гребеникі́вська сільська́ ра́да — колишній орган місцевого самоврядування у Охтирському районі (у минулому в Тростянецькому) Сумської області. Адміністративний центр — село Гребениківка.

## Загальні відомості
- Населення ради: 1 241 особа (станом на 2001 рік)

## Населені пункти
Сільській раді були підпорядковані населені пункти:
- с. Гребениківка
- с. Братське
- с. Градське
- с. Набережне

## Склад ради
Рада складалася з 15 депутатів та голови.
- Голова ради: Винниченко Олексій Миколайович
- Секретар ради: Некрасова Людмила Іванівна

### Керівний склад попередніх скликань
| Прізвище, ім'я, по батькові    | Основні відомості                                                         | Дата обрання | Дата звільнення |
| ------------------------------ | ------------------------------------------------------------------------- | ------------ | --------------- |
| Винниченко Олексій Миколайович | Сільський голова, 1964 року народження, освіта вища, член Народної партії | 26.03.2006   | 31.10.2010      |
| Винниченко Олексій Миколайович | Сільський голова, 1964 року народження, освіта вища, безпартійний         | 31.10.2010   |                 |

Примітка: таблиця складена за даними сайту Верховної Ради України